# Pojęcie pierwotne

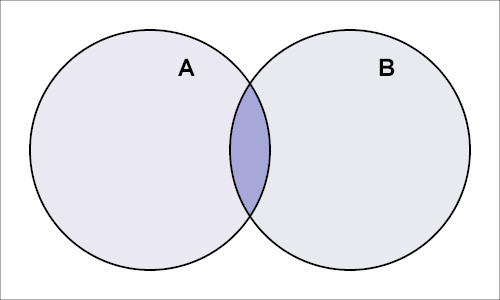
Zbiory oraz relacje pomiędzy nimi a ich elementami są przykładem pojęć pierwotnych.

Pojęcie pierwotne – obiekt w teorii sformalizowanej, o którym mówi ona w swych aksjomatach, konstruując wypowiedzi (twierdzenia) zgodnie z przyjętymi w tej teorii regułami wnioskowania. Terminem pojęcia pierwotnego określa się pojęcia, które uznawane są za fundamentalne, a zarazem trudne do opisania językiem teorii. Pojęć tych nie definiuje się lub definiuje co najwyżej podając definicję znaczeniową; przez podanie informacji (lub wymagań) o relacjach, w których występuje.
W oparciu o pojęcia pierwotne oraz pojęcia określone wcześniej, definiuje się inne pojęcia matematyczne. Każde pojęcie niebędące pojęciem pierwotnym wymaga podania odrębnej definicji.

## Przykłady
- W podanej przez Euklidesa teorii geometrii euklidesowej pojęciami pierwotnymi są punkt, prosta, płaszczyzna, przestrzeń oraz relacja punkt {\displaystyle p} leży na prostej {\displaystyle \ell }[2].
- W naiwnej teorii mnogości pojęciami pierwotnymi są zbiory i relacja należenia[2].

## Punkt widzenia współczesnej logiki matematycznej
Termin „pojęcie pierwotne” był w powszechnym użyciu w okresie poprzedzającym formalizację logiki matematycznej, jednak we współczesnych badaniach naukowych używa się go bardzo rzadko (jeśli w ogóle). Spowodowane to jest faktem, że w ujęciu formalnym każdemu z potencjalnych pojęć pierwotnych odpowiada element pewnego alfabetu {\displaystyle \tau } (tzn. zbioru symboli relacyjnych, symboli funkcyjnych, symboli dla stałych itp). Zamiast mówić, że pojęciami pierwotnymi naszej teorii {\displaystyle T} są..., stwierdzamy, iż {\displaystyle T} jest teorią w języku {\displaystyle {\mathcal {L}}(\tau )}. Na przykład o teorii mnogości ZFC mówimy, że jest to teoria w języku pierwszego rzędu {\displaystyle {\mathcal {L}}(\in ).} W starym podejściu powiedzielibyśmy, że {\displaystyle \in } jest pojęciem pierwotnym. (Zwróćmy uwagę, że w ZFC każdy obiekt jest zbiorem, więc w alfabecie tej teorii nie ma specjalnego predykatu na {\displaystyle x} jest zbiorem.)
Warto zauważyć, że czasami jest wygodnie użyć terminu pojęcie pierwotne, szczególnie gdy używamy logik wielosortowych albo gdy rozważana teoria jest związana w pewnym sensie z inną powszechnie znaną. I tak:
- Możemy formalizować geometrię euklidesową na gruncie logiki dwusortowej i zamiast mówić, iż mamy dwa rodzaje obiektów, możemy stwierdzić, że mamy dwa pojęcia pierwotne (punkty i proste).
- Wprowadzając teorię mnogości Morse’a-Kelleya, możemy stwierdzić, że pojęcia pierwotne tej teorii to relacja należenia i klasa, podkreślając tym samym, że zbiory są tutaj obiektami wtórnymi (tzn. zdefiniowanymi). Ale, podobnie jak ZFC, jest to teoria w języku {\displaystyle {\mathcal {L}}(\in ).}

W kontekście logiki matematycznej należy zwrócić uwagę, że gdy podajemy modele danej teorii, to interpretujemy wszystkie symbole z alfabetu danej teorii, czyli w pewnym sensie określamy je. Absolutnie nie powinno to być rozumiane jako definiowanie pojęć pierwotnych, jest to całkowicie inna procedura. Ma ona zwykle na celu albo praktyczne wyjaśnienie pojęć (jak np. w geometrii) albo dowód niesprzeczności teorii.
Warto też zauważyć, że pojęcia pierwotne w ramach jednej teorii mogą być pojęciami definiowalnymi w innej (na innym poziomie logicznym). Na przykład prosta jest pojęciem pierwotnym w geometrii euklidesowej, ale w geometrii analitycznej jest ona definiowana jako zbiór punktów spełniających pewne równanie. Podobnie w teorii liczb uważamy liczby za pojęcia pierwotne, ale w teorii mnogości liczby definiuje się za pomocą zbiorów (ogólnie taka jest też „ostateczna” definicja liczby).